# Stella Johansson
Stella Johansson (9 febbraio 2002) è una sciatrice alpina statunitense.

## Biografia
Specialista delle prove tecniche attiva dall'agosto del 2019, in Coppa Europa Stella Johansson ha esordito il 29 novembre 2021 a Mayrhofen in slalom gigante, senza completare la prova, e ha conquistato il primo podio il 28 novembre 2022 nelle medesime località e specialità (2ª); ha debuttato in Coppa del Mondo il 10 dicembre 2022 a Sestriere in slalom gigante, senza completare la prova. È inattiva dal novembre del 2023; non ha preso parte a rassegne olimpiche o iridate.

## Palmarès

### Coppa Europa
- Miglior piazzamento in classifica generale: 58ª nel 2023
- 1 podio:
  - 1 secondo posto